# Nemopalpus immaculatus
Nemopalpus immaculatus är en tvåvingeart som beskrevs av Freeman 1949. Nemopalpus immaculatus ingår i släktet Nemopalpus och familjen fjärilsmyggor. Inga underarter finns listade i Catalogue of Life.